# Rodica Soreanu
Rodica Soreanu (nume la naștere: Rodica Șoricău; n. 16 februarie 1954, Panciu, România) este scriitoare și pictoriță din România.
Este unul din artiștii consacrați ai Vrancei, autoare a mai multor volume de poezie și proză scurtă precum și a zeci de expoziții de pictură în țară și în străinătate. Pentru scrierile sale a primit, în 1977, titlul de cetățean de onoare al orașului Panciu. Din 1990 este președintă a Asociației Artiștilor Plastici Neprofesioniști Vrancea și Membră a Ligii scriitorilor din Vrancea. 

## Studii
- Școala Generală nr. 4 Focșani;
- Liceul Unirea Focșani, bacalaureată în 1973;
- Școala Postliceală de Geologie, secția Cartografie, București 1975-1977;
- Licențiată în Științe Juridice Universitatea Lucian Blaga, Sibiu, Facultatea de Drept a Universității Petre Andrei Iași.

## Studii în domeniul artistic
- Școala de muzică, clasa de pian, profesori Șimon și Polatos începând cu 1959;
- Cursuri particulare de chitară, profesor Ințe;
- Cursuri particulare de pictură, prof. Univ. Petre Achițenie, șeful catedrei de pictură monumentală a Institutului de Arte plastice N, Grigorescu București;
- Școala Populară de Artă, secția pictură, prof. Sandu Surcel 1980-1982;
- Școala Populară de Artă, secția canto clasic, prof. Doina Sărsan 1980-1982;
- Cursul de pictură monumentală al Patriarhiei Române, pictori îndrumători Ieremia Profeta și Vasile Carp 1984-1989;
- Curs de pictură la Centrul Cultural Vrancea, pictor îndrumător, prof. Dr. Liviu Nedelcu.

## Debutul literar
Debutul literar în Revista Luceafărul, 1975. Debut în volum: ”Trup de aer”, la Editura Porto-Franco din Galați, 1990. 

## Lucrări publicate
Poezie și proză
- Trup  de  aer – poezie - ed. Porto Franco, Galați, 1990;
- Nesomnuk   florii – poezie- ed. Milcovul, Focșani, 2001;
- Conștiința  de  cristal - proză scurtă – ed. Premier, Ploiești, 2002;
- Altă   vibrație – proză scurtă - ed. Rafet, Rm. Sărat, 2004;
- Arta culinară (Tradiții focșănene) - ed. Andrew, Focșani, 2010;
- Strada inelului - proză scurtă - ed. Armonii cultural, Adjud, 2014;
- Acvamarin - ed.Terra Focșani, 2017;
- Rugă – poezie – ed. PapiruS Media Roman, 2018. Colecția CENTENAR-ROMÂNIA - 1918-2018 -Poesis.[2]

## Premii pentru literatură
- 1967 Premiul Consiliului pionierilor Focșani
- 1972 Premiul al III-lea la concursul: Pe trepte de lumină, Focșani
- 1978 Premiul al II-lea la Festivalul Național Cântarea României, faza municipiului București, președintele juriului: Nichita Stănescu
- 1979 Premiul al II-lea la Cântarea României, București, faza de masă, președintele juriului: Florin Petrescu
- 1979 Premiul I la Concursul literar al Consiliul Județean al Sindicatelor Vrancea
- 1979 Premiul al II-lea la Festivalul artelor Miorița, Focșani
- 1980 Premiul publicației ”Revista Noastră” a Liceului Unirea Focșani, la Salonul Literar Dragosloveni, președintele juriului: Radu Cârneci
- 1981 Premiul acordat de C.J. al Sindicatelor Vrancea la Salonul Literar Dragosloveni, președintele juriului: Mircea Radu Iacoban
- 1983 Premiul al II-lea la concursul "Românie plai de aur"  al C. J. al Sindicatelor Vrancea, președinte M. Covaci
- 1983 Mențiune la Festivalul de poezie T. Arghezi, Tg. Jiu
- 1983 Mențiune la Concursul și festivalul de poezie patriotică Nicolae Bălcescu, Rm. Vâlcea
- 1983 Premiul Revistei ASTRA la Festivalul Național de poezie ”Laude-să-omul și țara”, Sighetul Marmației, președintele juriului: Laurențiu Ulici
- 1984 Premiul al II-lea și Premiul Revistei FAMILIA, la Festivalul de creație literară ”Afirmarea”, Satu-Mare, președinți ai juriului: V. Sălăjan și Stelian Vasilescu
- 1986 Premiul al II-lea la Salonul Literar Dragosloveni
- 1998 Premiul revistei Salonul Literar, la Concursul de poezie bahică, Focșani
- 2004 Marele Premiu Ion Minulescu la Concursul național de poezie Ion Minulescu Slatina, președintele juriului: George Stanca
- 2013 Premiul al II-lea la Festivalul Național de creație Vrancea Literară, președintele juriului: Culiță Ioan Ușurelu
- 2017 Premiul Festivalului Internațional de Creație Vrancea Literară, președintele juriului: C.I.Ușurelu.

## Expoziții
Expoziții de pictură, grafică și coperți, caricatură, icoane pe lemn
Expoziții personale:
- 1972 - Focșani
- 1987 - Focșani
- 1992 - Focșani
- 1992 - Focșani (design vestimentar)
- 1992 - Focșani (icoane pe lemn)
- 1993 - Focșani
- 1994 - Focșani
- 1994 - București (icoane pe lemn )
- 1995 - Focșani (icoane pe lemn )
- 1998 - Focșani
- 1998 - Mărășești
- 2002 - Focșani
- 2003 - Panciu
- 2004 - Focșani (comemorativă Ștefan cel Mare și Sfânt)
- 2004 - Odobești
- 2004 - Buzău
- 2018 - Odobești

Expoziții de grup:
- 1974 - Focșani
- 1975 - București
- 1981 - Focșani
- 1983 - Bulgaria (caricatură)
- 1985 - Bulgaria (caricatură)
- 1985 - Japonia  (caricatură)
- 1997 - Reșița
- 1998 - Reșița
- 1998 - Mediaș.

## Premii pentru pictură, grafică
- 1998 - Premiul Special al juriului la concursul de caricatură de la Mediaș
- 2006 - Premiul Academiei Internaționale Il Convivio din Sicilia, Italia, președintele juriului Angelo Manitta.

## Aprecieri critice
"Vorbind despre Rodica Șoricău (Rodica Soreanu) nu poți să nu amintești ca are un talent polivalent: scrie poezie, proză, pictează, cântă ... . Aș remarca, printre altele, că scriitoarea a rămas, în ciuda tuturor nedreptăților care i s-au făcut, cu un optimism temperat, cu o privire modernă asupra artei, în general, și a poeziei, în special. Ceea ce a scris și pictat va depăși, sunt convins, aceste vremuri nesigure ... ." 
Culiță Ioan Ușurelu, Vrancea Literară. Antologia Scriitorilor Vrânceni, vol I, Editura Salonul Literar, Odobești, 2016, p.307
"Poeta își construiește propriul univers pentru trăirea-i abstractă, ca formă de eliberare din obsesiile materialității tulburi. Acest univers este o „țară” sub formă eufemistică, unde viziunile devin dimensiuni cosmice, fiindcă însăși autoarea se identifică cu acestea."
Al. Florin Țene, Nesomnul florii, Revista Pro Saeculum Nr. 6(12) Septembrie 2004, p. 103
"Punctul forte al artistei rămâne pictura, această ”țară a minunilor” ce-i oferă cu generozitate găzduire și împlinire. Marcată de la bun început de un dar specific monumental, atât prin compoziție cât și prin cromatică, permite să transpară formația sa inițială influențată pozitiv de cursurile de artă urmate cu profesorul Petre Achițenie."
Vasile Crăiță Mândră, în Rodica T. Soreanu, Acvamarin, Editura Terra, Focșani, 2017, p.7

## Citate
”Privitor la puterea dragostei, părerea mea este că unii o caută, alții și-o doresc și fac eforturi pentru a o obține, alții au găsit-o. Ultimii nu vor spune niciodată adevărul, precum călugărul care, deși a căpătat vederea în duh, nu va recunoaște niciodată aceasta. Eu aș extinde termenul la iubire, ceea ce este altceva. Nu este vorba de ajungerea în viața aceasta la puterea dragostei, care se poate confunda ușor cu drăgosteala, ci, mai degrabă, la iubire. Iubirea este aceea care produce unirea cu divinitatea, întregirea sferei de lumină.” (Rodica Soreanu, în Culiță Ioan Ușurelu, Scriitori contemporani din Vrancea, prin interviuri,  Editura Ateneul Scriitorilor, Bacău, 2012, p. 380)
"Purtăm în noi celula de recunoaștere. Cineva ne caută? Ne iubește sau ne distruge? Purtăm, de asemenea, taina inițierii primordiale, care ni se dezvăluie la un moment dat. Numai de noi depinde să evităm pericolele, mai bine zis capcanele ce ni se întind la tot pasul." (Rodica T. Soreanu, Acvamarin, Editura Terra, Focșani, 2017, p.97)

## Alte activități
- 1969 - 1973 - membră a ORCHESTREI  DE  ESTRADĂ  a Liceului Unirea Focșani - chitară armonie și solo voce, dirijor : Prof. Viorel Hanagic;
- 1969 - 1973 - membră a CERCULUI  DE  PICTURĂ  GH. TATTARESCU Focșani, profesori îndrumători: Vasile Crăiță- Mândră, Doina și Gh. Zaiț;
- 1969 - 1985 - membră a Cenaclului literar  ORIZONT al Consiliului Județean al Sindicatelor Vrancea, coordonator: poetul Al. Mavro-Doineanu;
- În perioada liceului – membră a Colectivului de redacție al publicației  REVISTA  NOASTRĂ  a Lic. Unirea Focșani, coordonator prof. Petrache Dima, (publicație care în 2012 a sărbătorit 100 de ani de la înființare). La această revistă am realizat prima copertă a seriei a doua, grafică tematică și liberă și am publicat poezie și proză scurtă;
- Membră a Cenaclului MILCOVIA al ziarului MILCOVUL, coordonator poetul Ion Roșu;

- 1975 - 1979 - membră a  ANSAMBLULUI  ARTISTIC  al  C.C. al U.T.C. București, în formația corală, sub bagheta dirijorului Voicu Enăchescu;

- 1977 - 1979 - membră a Colectivului de conducere al CENACLULUI  M. EMINESCU București, coordonator poetul Valeriu Gorunescu ;
- 1990 - Am înființat ASOCIAȚIA ARTIȘTILOR  PLASTICI  NEPROFESIONIȘTI  Vrancea;
- 1994 - 1996 –membră a GRUPULUI  de  CANTO  CLASIC  al Cercului Militar Focșani condus de domnul Mircea Grosu;
- 1997 - 1998 - am participat la TABERELE  DE  PICTURĂ:  CRIVAIA 2000 organizate de Casa de Cultură a Sindicatelor  Reșița;
- 1997 - am înființat și coordonat CERCUL DE PICTURĂ,  SCULPTURĂ  ȘI  MÂINI ÎNDEMÂNATICE  la Penitenciarul Focșani, unde am lucrat cu persoane aflate în detenție, în calitate de Președintă a Asociației Artiștilor Plastici Neprofesioniști Vrancea (activitate de voluntariat);
- 2009-2010 am coordonat activitatea de TERAPIE OCUPAȚIONALĂ (EDUCAȚIE PERMANENTĂ PENTRU ADULȚI) la Penitenciarul Focșani în calitate de Președintă a Asociației Artiștilor Plastici Neprofesioniști Vrancea, activitate cu și în folosul persoanelor private de libertate (voluntariat) ;

- 2010-2014 am coordonat activitatea de Terapie ocupațională la Penitenciarul Focșani (voluntariat).